# Wylye
 (juillet 2014).
Si vous disposez d'ouvrages ou d'articles de référence ou si vous connaissez des sites web de qualité traitant du thème abordé ici, merci de compléter l'article en donnant les références utiles à sa vérifiabilité et en les liant à la section « Notes et références ».
La Wylye est une rivière du sud de l'Angleterre, et un affluent de la Nadder, donc un sous-affluent de l'Avon.